# Ночной похититель
«Ночно́й похити́тель» (англ. «Usurp the Night», также известен под названием англ. «The Hoofed Thing», в русском переводе иногда упоминается как «Эксперимент Джона Старка») — рассказ ужасов Роберта Говарда. Написан в апреле 1932 года. Опубликован после смерти автора, в 1970 году, в третьем выпуске ежегодного альманаха «Weirdbook Magazine», посвящённом литературному наследию авторов знаменитого журнала «Weird Tales», издаваемого в Чикаго. Рассказ входит в большую межавторскую антологию «Мифы Ктулху».

## Персонажи и упоминаемые лица
- Майкл Стрэнг — молодой американец, от имени которого ведётся повествование рассказа.
- Марджори Эш — невеста Майкла Стрэнга.
- Джон Старк — оккультный исследователь.
- Хендрик Брулер — университетский профессор антропологии.
- Фридрих Вильгельм фон Юнтц — вымышленный немецкий оккультный исследователь, автор книги «Сокровенные культы».

## Упоминаемые книги
- Безымянные культы — оккультная книга фон Юнцта.

## Сюжет
Место и время действия — небольшой городок в США, 1930-е годы. Повествование ведётся от имени молодого американца Майкла Стрэнга.
В небольшом городке участились случаи исчезновения домашних животных. Майкл Стрэнг отправляется на поиски пропавшего кота своей невесты Марджори Эш. Поиски приводят к дому мистера Старка, одинокого эксцентричного старика с восточного побережья, недавно поселившегося в этих краях. Мистер Старк уверил, что ему ничего неизвестно о коте, однако он приглашает Стрэнга зайти к нему в дом и побеседовать на научные темы. Во время беседы, Майкл несколько раз слышит звуки, доносящиеся из верхней комнаты. По его мнению, звуки были похожи на цокот копыт небольшого животного, типа ягнёнка. В дальнейшем Стэнг несколько раз приходил с визитом к мистеру Старку и каждый раз слышал стук копыт в верхней части дома, отмечая, что неизвестное животное становится всё больше.
Через некоторое время, Марджори Эш заявляет, что неизвестные лица пытались похитить её домашнего пса и спустя ещё несколько дней, Стэнг становится очевидцем небольшого происшествия, связанного с этой собакой и мистером Старком — пёс загнал старика на дерево. Вскоре на городок обрушивается новое печальное известие - у одной из семей бесследно пропал ребёнок. В течение следующих двух недель таким же образом исчезают ещё четверо малышей. Поиски пропавших детей, инициированные полицией, не дали никаких результатов. Также, очевидцы утверждают, что наблюдали в городском парке неизвестного сутулого человека в чёрном балахоне, тащившего на спине тело местного бродяги.
Всё это время Майкл периодически навещает пожилого мистера Старка, дабы убедиться, что с ним всё в порядке. Однажды ночью Старк звонит по телефону и просит Стрэнга зайти к нему и помочь открыть заклинивший шкаф с медикаментами. Молодой человек соглашается помочь. Пытаясь открыть дверцы, Стрэнг замечает отражение в отполированное пластине шкафа, в котором видит, что мистер Старк крадётся к нему сзади и пытается ударить деревянным молотком. Однако, мистер Старк сделал вид, что просто хотел предложить этот молоток Стэнгу, чтобы выбить перекошенную дверцу. С этого момента Майкл Стрэнг начинает подозревать мистера Старка в многочисленных похищениях животных и людей, происходящих в округе.
Вскоре становится известным об исчезновении Марджори Эш, невесты Майкла, которая ушла из дома вскоре после таинственного телефонного звонка. Стрэнг отправляется к усадьбе Старка, предварительно вооружившись древним фамильным мечом. Майкл тайком проникает в дом мистера Старка и здесь обнаруживает связанную Марджори в запертой кладовой. Девушка рассказывает о деталях её похищения, утверждая, что похитителем является Джон Старк. Мистер Старк рассказал девушке, что поселился в их городке с единственной целью —  кормить загадочное животное, обитающее на чердаке. По словам Старка, это животное было извлечено им из потустороннего мира с помощью заклинаний и магических ритуалов. Сначала существо было маленьким, не больше жабы, но постепенно росло. Мистер Старк вначале кормил животное мухами и пауками, позже, когда оно подросло, перешёл на питание мышами и крысами и т.д., пока не дошёл до того, чтобы скармливать своему питомцу людей.

Передо мной стоял Ужас. Лунный свет неясно высвечивал силуэт кошмара и безумия. В целом он походил на человеческую фигуру, хотя и вдвое превосходил её высотой, но гигантские ноги существа оканчивались огромными копытами, а вместо рук вокруг раздутого туловища колебалась, подобно змеям, дюжина щупалец. Кожа существа имела лепрозный зеленоватый как у рептилий оттенок, а венчал ужасное впечатление взгляд его искрящихся миллионами крошечных огненных граней глаз, которыми чудовище уставилось на меня, повернув ко мне дряблые, в пятнах крови, щеки. Его коническая уродливая голова совершенно не напоминала голову гуманоида, но все же, в ней не было и сходства с бестией в том смысле, как это понимают люди.— Роберт Говард «Ночной похититель»